# Estadio Juan Francisco Barraza
El Estadio Juan Francisco Barraza es un estadio ubicado en la ciudad de San Miguel, El Salvador, el estadio es la sede de Club Deportivo Águila y actualmente también de Club Deportivo Dragón para sus partidos de local. El estadio Barraza es el estadio más grande del departamento y de toda la zona Oriental, cariñosamente recibe el apodo de El Nido Aguilucho, actualmente se encuentra en comodato con la Fundación Águila.

## Inauguración
El Estadio fue inaugurado el 15 de noviembre de 1959, fue proyectado por el Ingeniero Pablo Paredes Lemus y realizado por Paredes Lemus y Cía, con un costo de 381 412 Colones. Teniendo un aforo original de 6000 personas y se contó con un partido de inauguración contra el Club Deportivo Olimpia de Honduras con un marcador de 1-1 siendo Raúl Victorino Molina el autor del gol aguilucho.

## Historia
En 1982 el estadio fue nombrado en honor al jugador Juan Francisco Barraza quién marcará una época en el equipo C.D. Águila. La obra fue considerada en su momento como una de las mejores de América Central. La inclemencia de la estación lluviosa supuso construir la cancha sobre un relleno de roca y tierra, que permitía contar con un drenaje natural.
El estadio Juan Francisco Barraza, fue cedido en calidad de comodato, para el plazo de 30 años, por la Alcaldía Municipal de San Miguel, en el periodo del Concejo Municipal presidido por la Profesora Elbita de Rodríguez, en 1986. La Fundación Águila fue la encargada de administrar el estadio en beneficio de Club Deportivo Águila, por ese espacio. Club Deportivo Águila sin embargo no tuvo relación con la Fundación más allá del uso del estadio, por lo que el Club pagó renta a dicha fundación por el uso del mismo durante ese periodo. El comodato se rescindió por mutuo acuerdo en 2010 y desde entonces ha vuelto a ser administrado por la Alcaldía Municipal.

### Deterioro de la infraestructura
El estadio Barraza ha sufrido el desgaste de su infraestructura, la cual es denunciada hasta por los mismos hinchas.
Según consta en el documento firmado por la Alcaldía Municipal de San Miguel y la Fundación Águila en su momento, el equipo se comprometió a "dar mantenimiento adecuado a las instalaciones, realizar mejoras a más corto plazo y hacer la inversión necesaria para que los aficionados puedan presenciar los encuentros con comodidad y seguridad".
Como parte de sus intervenciones particulares aparte de la gradería de concreto (con capacidad de 7000 espectadores aproximadamente) se colocaron graderíos metálicos (provisionales) en el sector sur y oeste del estadio para aumentar la capacidad del recinto de entre 9500 a 11 500 personas en ciertos partidos de instancias finales.
Estas graderías desmontables junto con la totalidad de la infraestructura del estadio tenían autorización por la FESFUT para la asistencia de aficionados a los encuentros de Primera División de Fútbol salvadoreña, no fue el mismo caso desde las autoridades de CONCACAF y la FIFA en los partidos de carácter internacional, ya de acuerdo a sus parámetros establecidos, estas no cumplían las condiciones mínimas de seguridad para un recinto deportivo, en la misma forma que prácticamente todas las demás instalaciones del inmueble. Si bien no se había extendido un veredicto oficial sobre el tema, el hecho se consumó tras la revisión que el mismo recibió de parte de las autoridades del ente regional para la edición de la Liga de Campeones de CONCACAF de 2012, donde CD Águila tendría participación, buscándose que se aprobara el escenario para los juegos donde fungiría como local.
A raíz de esto la afición migueleña, -que ya lo venía exigiendo desde varias décadas-, pidió a través de las autoridades que se iniciara un proceso de remodelación del estadio en forma concreta.

### Remodelación
A mediados de 2015 autoridades del Gobierno de El Salvador a través del Instituto Nacional de los Deportes (INDES), en coordinación con la Alcaldía Municipal de San Miguel anuncian un proyecto ambicioso que pretendía rescatar el inmueble de su abandono y convertirlo en un escenario deportivo moderno, acorde a los requerimientos que CONCACAF y la FIFA exige a los recintos deportivos de la región. Desde mitad de 2016, el estadio comenzó una remodelación, en la cual se aspira que el escenario quede totalmente cerrado con sus cuatro graderías de concreto, como también se le hagan renovaciones a los exteriores, los interiores, los camerinos, las cabinas, la iluminación y la grama del estadio, el estadio se está remodelando en su totalidad, pero el proceso de acuerdo a sus encargados de la ejecución afirman se desarrolla por etapas:
- 2016 - 2017 (Etapa I): US $ 2 127 195. millones[5]
- 2017 - 2018 (Etapa II): US $627 195,01 [6]
- 2019 - 2021 (Etapa IV) US $900 002,27[7] [8]

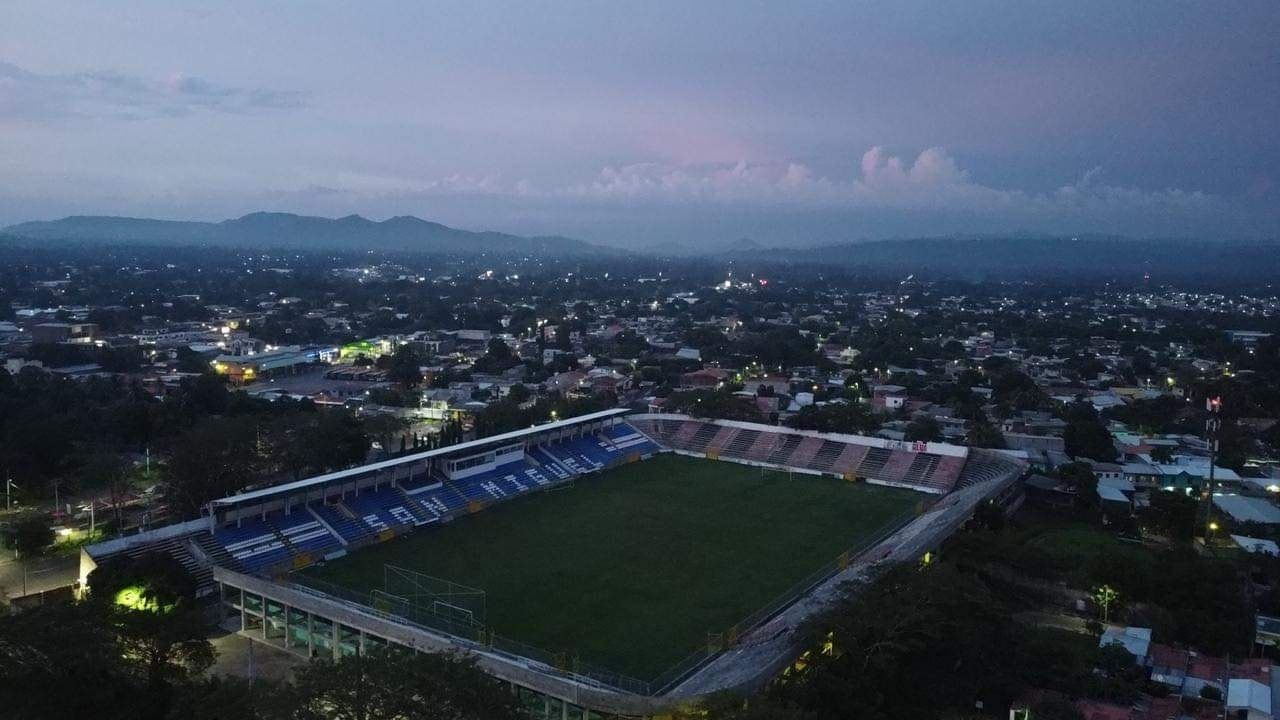
Estadio J. F. Barraza tras remodelación (2020)

### Críticas de condición posterior a remodelación.
Desde 2019 han surgido cuestionamientos por parte de la prensa deportiva, sectores sociales y aficionados propios del club, donde denotaron rasgos de ausencia de transparencia en los fondos erogados en la inversión efectuada para la remodelación del recinto (prácticamente tasado en cuatro millones de dólares estadounidenses), a través de la comparativa efectuada visualmente tras la obra finalizada en sus etapas frente al render que se manejó en 2015, donde el mencionado inmueble culminado distó de la proyección establecida.
Tras la salida del edil Miguel Ángel Pereira en 2021, se hizo más eco en la deficiencia de la infraestructura ya remodelada, desde desperfectos en las condiciones del nuevo techo colocado, la nula intervención de la fachada principal junto a la calidad de pintura utilizada en su sector externo, asimismo del césped del terreno de juego que no recibió ningún tipo de trabajo como se había definido inicialmente; y aunado a eso, las condiciones de los postes de iluminación, que sufrieron su inhabilitación total tras la caída del ubicado en el sector noreste en agosto de 2022, por fuertes vientos de tormenta eléctrica. 
A pesar de las señalamientos afectados desde el periodo municipal posterior. el recinto deportivo no manejó intervención alguna en las desavenencias encontradas por parte de comuna dueña del inmueble, salvo el intento de gestión a través del presidente del Instituto Nacional de los Deportes del país, esencialmente para el proyecto de iluminación masiva que no ha recibido respuesta concreta. Mientras, se ha mantenido las críticas por la condición especialmente desde el engramillado y drenaje donde un deterioro paulatino se ha vuelto vez más notorio desde marzo de 2023 debido a la falta de mantenimiento adecuado, y cuyo desgaste se vio incrementado a causa de actividades extradeportivas como conciertos y concentraciones sociales de forma masiva en el año antes mencionado.

## Instalaciones y capacidad
El estadio Juan Francisco Barraza tiene actualmente una capacidad para albergar a 15 000 personas, y es el quinto estadio más grande de El Salvador.
| Localidad        | Capacidad según Alcaldía de Santa Miguel (estimado) |
| ---------------- | --------------------------------------------------- |
| Sol General      | 5000                                                |
| Sector Norte     | 3350                                                |
| Sector SuR       | 3300                                                |
| Tribuna (Sillas) | 2750                                                |
| Tribuna Sur      | 500                                                 |
| Platea (Sillas)  | 100                                                 |
| TOTAL            | 15,000                                              |

El estadio cuenta con las siguientes especificaciones:
- Ampliación de los graderíos por etapas
- 2750 butacas zona techada.[14]
- Palco presidencial.
- Oficina administrativa. (costado sur)
- Clínica deportiva. (costado sur)
- Salón vip. (costado sur)
- Área de prensa (radio y televisión).
- Dos rampas de acceso para personas con discapacidad física.[15]
- 2 camerinos para equipo local y visitante.
- 6 entradas de acceso al estadio.
- 4 taquillas disponibles para la venta de boletos.
- Sistema de sonido interno.(Proyecto a futuro)
- Sistema de riego.
- Cuatro torres con luminarias Led. (Inactivas desde agosto de 2022 tras fuertes vientos donde resultaron dañadas. Proyecto a futuro)
- Parqueo propio para 250 vehículos.
- Servicios Sanitarios (zona platea y vip).

## Como llegar
Si viaja en vehículo, debe de llegar a la ciudad de San Miguel y dirigirse específicamente a las siguientes calles en 12.a avenida Norte y 4.a calle Oriente, dentro de la cabecera departamental.
Si viaja en microbús en ruta departamental e interurbano se encuentran las siguientes disponibles: # 3 # 4 y # 16 (parada ubicado a media cuadra del recinto). Si es en bus se utilizan las siguientes rutas interdepartamentales:  # 301 # 302 # 304 # 305 # 306 # 333, cuyo parada esta en la terminal de buses de la ciudad, ubicada a una cuadra del inmueble.

## Eventos
- Liga Pepsi
- Liga Concacaf
- Luces Campero
- Partidos Amistosos
- Evento multideportivo
- Carnaval de San Miguel
- Conciertos